# Abdoul Kabèlè Camara
Pour les articles homonymes, voir Camara.
Abdoul Kabèlè Camara, né le 12 février 1950 à Coyah, en Basse-Guinée, est un avocat, homme politique et diplomate guinéen qui fut plusieurs fois ministre.

## Parcours d'avocat
Il a été avocat au barreau du Sénégal et avocat à la cour d'appel de Conakry.

## Parcours politique
Il a été nommé le 28 mars 2007 dans le gouvernement du Premier ministre Lansana Kouyaté puis ministre des Affaires étrangères, de la Coopération, de l'Intégration africaine et des Guinéens à l'étranger.  Il a été ministre des Affaires étrangères jusqu'à la nomination d'un nouveau gouvernement le 19 juin 2008. 
Il a été ministre de la Défense dans les gouvernements Fofana I et II

## Parti politique
Après son départ du gouvernement, Abdoul Kabèlè Camara prend la tête du parti politique Rassemblement guinéen pour le développement (RGD). Il est pressenti comme candidat à l'élection présidentielle de 2020. En août 2020, il est officiellement investi candidat de son parti .